# Portiragnes
Portiragnes là một xã trong vùng Occitanie, thuộc tỉnh Hérault, quận Béziers, tổng Béziers-2. Tọa độ địa lý của xã là 43° 18' vĩ độ bắc, 03° 20' kinh độ đông. Portiragnes nằm trên độ cao trung bình là 25 mét trên mực nước biển, có điểm thấp nhất là 0 mét và điểm cao nhất là 41 mét. Xã có diện tích 20,16 km², dân số vào thời điểm 1999 là 2278 người; mật độ dân số là 112 người/km².

## Thông tin nhân khẩu
| 1962 | 1968  | 1975  | 1982  | 1990  | 1999  |
| ---- | ----- | ----- | ----- | ----- | ----- |
| 972  | 1 109 | 1 202 | 1 348 | 1 770 | 2 278 |

## Địa điểm tham quan
- Nhà thờ Saint-Felix (thế kỉ thứ 12)